# Sky 3D
Sky 3D è stato il primo canale televisivo tematico italiano in 3D, disponibile sulla piattaforma Sky ai canali 150, 215 e 321.
Per vederlo erano necessari un TV 3D collegato ad un decoder Sky Box HD o My Sky HD, gli occhiali in dotazione al televisore e l'attivazione del canale Sky 3D.
La direttrice di Sky 3D era Cosetta Lagani.

## Storia
Sky 3D nasce il 6 settembre 2011, ma le trasmissioni in 3D iniziarono quasi un anno prima. Nell'ottobre del 2010 infatti andò in onda la Ryder Cup di golf su Sky Sport 3D. Durante il periodo natalizio andarono in onda i film A Christmas Carol e Alice in Wonderland su Sky Cinema 3D, e alcuni match di UEFA Champions League su Sky Sport 3D. Il 10 aprile 2011 Sky Cinema trasmise per la prima volta in 3D L'Era Glaciale 3 - L'alba dei dinosauri. Da allora le trasmissioni vennero sospese, fino al lancio ufficiale del canale.
Le trasmissioni di Sky 3D iniziano il 6 settembre 2011; il palinsesto comprendeva un misto di film, documentari e sport per 12 ore al giorno. Nel primo mese di programmazione vanno in onda Toy Story 3 - La grande fuga, Rapunzel - L'intreccio della torre, Thor e il film d'animazione italiano Winx Club 3D - Magica avventura, il bluechip Bugs! e le fasi finali del torneo del Grande Slam US Open. Il 18 ottobre 2011 va in onda la prima produzione in 3D di Sky Italia, la partita di UEFA Champions League Napoli – Bayern Monaco, in diretta con 7 punti camera dedicati. Il 12 dicembre 2011 è stata trasmessa Roma – Juventus, la prima partita di Serie A in 3D nella storia del campionato italiano. Il 1º gennaio 2012, Sky 3D trasmette Avatar in 3D. Il 5 gennaio 2012 viene prodotta e trasmessa la finale di X Factor 5. L'11 febbraio 2012 va in onda, in contemporanea con Nat Geo Wild, il documentario Meerkats, prima collaborazione tra il canale specializzato in documentari e Sky 3D. Il 26 marzo 2012 Sky e Nintendo annunciano una collaborazione per fornire contenuti video in 3D per la console Nintendo 3DS. Il 23 giugno 2012, Sky 3D ha trasmesso in diretta dall'Arena di Verona per la prima volta in 3D l'Aida di Giuseppe Verdi, una coproduzione Sky 3D, Classica e Fondazione Arena di Verona. Dal 27 luglio al 12 agosto 2012 il canale è interamente dedicato alle Olimpiadi di Londra, gare in diretta 3D, cerimonia di apertura e chiusura riprese per la prima volta in tre dimensioni.
Il 2 settembre 2012 parte "Kids Time 3D", una striscia di programmazione giornaliera dedicata ai bambini dai 7 ai 12 anni, con le serie di animazione in 3D Le nuove avventure di Peter Pan, Il piccolo Principe, Chaplin & Co.
Il 9 settembre 2012 il canale rinnova il logo, cambia grafica e trasmette la riedizione 3D de La bella e la bestia, primo titolo Disney Cinemagic trasmesso su Sky 3D. Nello stesso anno la programmazione aumenta di tre ore nel weekend e festivi. Il 1º novembre 2012, con la nascita di Sky Arte HD e in occasione dei 500 anni della Cappella Sistina, viene trasmessa la produzione originale La Cappella Sistina in 3D, in cui gli affreschi di Michelangelo vengono dimensionalizzati (tecnica applicata per la prima volta ad affreschi e dipinti).
Da dicembre 2012 Sky 3D trasmette Nel regno segreto delle piante, il primo di una serie di documentari in 3D condotti dal naturalista inglese David Attenborough. Il 26 dicembre 2012 andò in onda The Avengers. Da aprile 2013 arrivano sul canale i film Disney Cinemagic in 3D: i due capitoli della saga di Toy Story. Il 15 aprile va in onda in prima visione il documentario I segreti di Leonardo - Nella mente di un genio, in occasione dell'anniversario della nascita di Leonardo da Vinci.
Titanic in 3D, un'anteprima mondiale per la televisione, va in onda il 14 luglio 2013. Il 30 novembre 2013 debutta una produzione originale di Sky 3D: Musei Vaticani 3D. I Musei Vaticani vengono così svelati con le tecniche 4K/3D e la dimensionalizzazione di oltre 40 affreschi e dipinti. Il documentario ottiene un grande successo di critica e pubblico e viene distribuito non solo in televisione ed home video, ma anche in 2 000 cinema in oltre 50 paesi del mondo a cura di Nexo Digital, annoverandosi il primato di contenuto d'arte più visto di sempre al cinema. Il giorno di Natale viene trasmesso il classico Disney Il re leone in riedizione 3D. Il 26 dicembre il canale trasmette in prima visione Vita di Pi. Il 2014 si inaugura con il documentario The Penguin King 3D raccontato da Max Gazzè, in cui il cantante presta la voce al pinguino Rex. Il 12 gennaio va in onda la doc-serie Micro Monsters 3D in cui Sir David Attenborough introduce il pubblico al mondo degli insetti. Il 17 febbraio Sky 3D trasmette la versione restaurata in 3D presentata alla 66ª edizione del Festival di Cannes de L'ultimo imperatore. Il 22 marzo va in onda Una notte al Natural History Museum, nel quale Sir David Attenborough apre agli spettatori le porte del Museo di storia naturale di Londra.
Il 27 aprile 2014 Sky 3D, in partnership con il Centro Televisivo Vaticano, BSkyB e Sky Deutschland, trasmette, in diretta da Piazza San Pietro, la cerimonia di Canonizzazione di Papa Giovanni Paolo II e Papa Giovanni XXIII (prima cerimonia papale in 3D), presieduta da Papa Francesco, alla presenza del Papa Emerito Benedetto XVI. Il 23 giugno va in onda Il Grande Gatsby e il 16 luglio la nuova produzione originale di Sky 3D Pompei 3D. Il 30 settembre inaugura la striscia di programmazione in lingua originale "Kids Time in English", con la serie d'animazione Robin Hood - Alla conquista di Sherwood. Il 1º settembre va in onda in esclusiva 3D il film d'animazione Disney Frozen - Il regno di ghiaccio in 3D. Dopo aver ottenuto nel corso del 2013 numerosi riconoscimenti in tutto il mondo, il 27 settembre va in onda su Sky 3D, in prima visione assoluta in Europa, Butterflies 3D diretto da Mike Slee, documentarista inglese candidato agli Oscar nel 2004 per Bugs! 3D. Il 17 ottobre debutta in anteprima mondiale al Festival Internazionale del Film di Roma ‘27 aprile 2014: Racconto di un evento', documentario in 3D prodotto da Sky 3D in collaborazione con il Centro Televisivo Vaticano, con le testimonianze di Dario Fo, Javier Zanetti e la voce narrante di Giancarlo Giannini e le musiche originali di Franco Eco.
Il 4 novembre esce al cinema Musei Vaticani 3D, una produzione Sky 3D in collaborazione con Sky Arte HD e la Direzione dei Musei Vaticani, che ha riunito nelle sale italiane 34.000 spettatori raccogliendo oltre 310.000 euro al botteghino e posizionandosi come primo in classifica al box office della giornata. Il 29 novembre arriva su Sky 3D Hidden Kingdoms – Micromondi 3D, la versione 3D del documentario inglese Hidden Kingdoms, prodotto dalla Natural History Unit della BBC, dedicato alla vita avventurosa degli animali più piccoli che abitano il nostro pianeta. Il 20 dicembre 2014 parte Il magico Natale di Sky 3D, la programmazione natalizia di Sky 3D dedicata al cinema in 3 dimensioni: tra i titoli in onda Frozen – Il regno di ghiaccio e La regina delle nevi (in prima visione assoluta in Italia). Il 24 dicembre viene trasmessa in diretta dalla Basilica di San Pietro, per la prima volta in 3D, La Santa Messa di Natale, una produzione Centro Televisivo Vaticano in collaborazione con Sky 3D (anche in HD su Sky TG24). Il 2015 si inaugura con le prime visioni di The Amazing Spider-Man 2 - Il potere di Electro, Capitan Harlock 3D e Rio 2 - Missione Amazzonia. Sabato 17 gennaio debutta, in prima visione esclusiva su Sky 3D e Sky Arte HD, Cattedrali della Cultura 3D, la doc-serie “sull'anima degli edifici” nata da un progetto originale di Wim Wenders, presentata alla 64ª Berlinale, e introdotta in Italia dall'attore Alessio Boni dall'Auditorium Parco della Musica di Roma.
L'11 gennaio 2016 Sky 3D modifica il logo uniformandosi all'omonima versione britannica.
Dall'8 al 16 ottobre 2016 il canale è interamente dedicato al cinema in 3D per ricordare gli antichi film della storia del cinema in 3D.
Nel dicembre 2017, Sky annuncia che i contenuti del canale diventeranno disponibili solo su Sky On Demand dal gennaio 2018; il canale, infatti, chiude il 16 gennaio 2018 e tutta la programmazione viene trasferita sul servizio a pagamento.

## Loghi

6 settembre 2011 - 9 settembre 2012
9 settembre 2012 - 11 gennaio 2016
11 gennaio 2016 - 16 gennaio 2018